# MTX 1-06
MTX 1-06 – samochód wyścigowy konstrukcji MTX, produkowany w latach 1981–1982. W latach 1983–1988 wytwarzana była wersja „B” modelu, oznaczona również jako MTX 1-07.

## Charakterystyka
Model był następcą 1-05, pojazdu Formuły Easter napędzanego silnikiem Škody 105. Projektantami samochodu byli Václav Pauer i Karel Kleinmond. Przy projektowaniu pojazdu zwracano uwagę na uzyskanie możliwie najniższej masy i dobrych właściwości jezdnych. Przy tworzeniu samochodu pomagali inżynierowie VZLÚ w Pradze. Samochód był zgodny z trendami aerodynamicznymi początku lat 80. Prototyp nowego pojazdu był ukończony w pierwszej połowie 1981 roku, po czym nastąpiły testy samochodu. Ta wersja samochodu była produkowana w latach 1981–1982.
Model był napędzany jednostkami Łady 21011 o pojemności 1,3 litra i mocy 85 KM. Ten pojazd ważył 420 kg i był dostosowany do przepisów Formuły Easter. Od 1983 roku produkowano wersję „B”, znaną również jako 1-07. Ten samochód był napędzany bądź dostosowaną do Formuły Easter jednostką Łada 21011 1,3 litra, bądź silnikiem Łady 2106 o pojemności 1,6 litra i mocy 160 KM. Egzemplarze z mocniejszymi silnikami były zgodne z regulacjami Formuły Mondial i ważyły 450 kg. Samochody te produkowano do 1988 roku.

## Udział w wyścigach
Pierwszymi kierowcami samochodu byli Jiří Červa, Pavel Eisenhammer, Jiří Moskal, Jiří Mičánek i Jan Veselý, przy czym Veselý wrócił wkrótce później do RAF 80. W 1982 roku Mičánek zdobył tym pojazdem mistrzostwo Czechosłowacji Formuły Easter w wyścigach górskich.
Po wprowadzeniu produkcji seryjnej samochód stał się najbardziej rozpowszechnionym pojazdem Formuły Easter: korzystali z niego kierowcy z Czechosłowacji, Polski, Węgier, Bułgarii i Jugosławii. Ogółem wyprodukowano 40 egzemplarzy 1-06 i 1-06B. Kierowcy używający modelu 1-06 wielokrotnie zdobywali mistrzostwo kraju w Formule Easter. W Czechosłowacji mistrzami na MTX 1-06 zostali Jiří Červa (1983) oraz Jiří Mičánek (1984 i 1987). Mistrzami Polski samochodem MTX 1-06 byli Jerzy Mazur (1984 i 1987) i Jacek Szmidt (1991). Na Węgrzech natomiast zawodnicy korzystający z 1-06, którzy wygrywali klasyfikację kierowców, to Csaba Kesjár (1982–1985) i László Kálmándy Pap (1986–1988).